# Endless Nameless
 (juin 2022).
Si vous disposez d'ouvrages ou d'articles de référence ou si vous connaissez des sites web de qualité traitant du thème abordé ici, merci de compléter l'article en donnant les références utiles à sa vérifiabilité et en les liant à la section « Notes et références ».
Singles de Nirvana
On a Plain
(1992) Lithium
(1992)
Pistes de Nevermind
Something in the Way
(12)
Endless, Nameless est la treizième chanson de l'album Nevermind du groupe grunge Nirvana, en réalité le morceau caché dudit album.
De ce fait, elle n'est pas référencée sur les 20 000 copies originales du disque sorties en 1991, apparaissant tout à la fin vers la 14e minute de Something in the Way : elle est néanmoins intégrée distinctement de ce dernier sur d'autres copies ultérieures. Elle est également sortie en tant que face B du simple Come as You Are.

## Origine
La chanson a été enregistrée pour la première fois en studio lors des sessions d'enregistrement du deuxième album du groupe, Nevermind, en mai 1991 aux Sound City Studios à Van Nuys, en Californie.
Elle fut enregistrée à la suite d'une tentative de prise ratée pour le futur simple de Nevermind, Lithium, Cobain demandant au producteur Butch Vig de continuer l'enregistrement tandis que Grohl, Novoselic et lui commençaient à jouer la chanson.
Comme Vig l'a rappelé, « la rage et la frustration dans la voix de Cobain étaient effrayantes à entendre, parce qu'il l'avait en quelque sorte perdue. ». Il se souvenait que Cobain était « vraiment énervé, battant et criant » pendant la prise.

## Aspect technique
Contrairement au reste de Nevermind, la chanson a été enregistrée en direct, sans ajout de réenregistrement par la suite : la voix ainsi que la guitare de Cobain ont été captées au milieu de la pièce, celui-ci chantant dans un microphone conçu pour la conversation, et non musical. Parce que le chanteur a brisé son instrument durant l'enregistrement, une série de chocs s’achevant sur une rétroaction très aiguë est entendue à la fin du morceau : cet incident a interrompu la séance pour la journée, le groupe réalisant après coup que c'était la seule guitare pour gaucher disponible dans le studio. Selon la biographie de Nirvana de 1993 Come As You Are par Michael Azerrad, le son de Cobain brisant la guitare peut être entendu vers 19:32 sur la piste. Une photographie de la guitare détruite, une Fender Stratocaster japonaise noire, apparaît dans le vidéoclip de Come As You Are. 
Lorsqu'il était interprété en public, Endless, Nameless était souvent joué en dernier, les membres du groupe détruisant leurs instruments à la fin. La dernière performance en public de la chanson eut lieu le 13 décembre 1993 au Pier 48 (en) de Seattle, lors du concert Live and Loud filmé pour MTV.
La diffusion originale de l'interprétation, le 31 décembre 1993, ne comprenait qu'une improvisation bruitiste reconnaissable à la fin de la chanson, qui ne fut pas créditée comme étant Endless, Nameless : cependant, ladite improvisation fut incluse au concert lorsque le spectacle complet est sorti sur DVD, en septembre 2013.

## Réception

### Sortie
Dans une interview, le vice-président de la mercatique de Geffen Records, Robert Smith, a expliqué que l'utilisation de la chanson comme piste cachée « était une sorte de blague car nous n'allons pas la lister dans l'emballage. C'est pour cette personne qui joue le CD, ça se termine, ils se promènent dans la maison et dix minutes plus tard... Kaboom ! ».
Dans le CD d'entrevue promotionnelle de 1992, Nevermind: It's an Interview (en), Grohl a émis l'hypothèse que « la raison originale du placement de la chanson était que Something in the Way est en quelque sorte une chanson lente. C'est la dernière chanson de l'album et le plus susceptible d'être écoutée par quelqu'un qui aurait un carrousel Alors, pourquoi ne pas bousiller leur petite affaire de carrousel ? »
La chanson a été accidentellement omise du premier pressage de Nevermind : l'ingénieur de matriçage de l'album, Howie Weinberg, s'est rappelé avoir reçu un appel de Kurt après que le groupe a remarqué l'absence initiale de la chanson, lui demandant : « Où diable est la chanson supplémentaire ? », et exigeant qu'il « répare ça ! ».

### Accueil critique
En 2015, le magazine Rolling Stone a classé Endless, Nameless à la 60e position de leur classement des 102 meilleures chansons de Nirvana.

### Reprises
Le titre a fait en 2011 l'objet d'une reprise par la chanteuse EMA, à l'occasion d'une compilation publiée par le magazine culturel Spin pour fêter le vingtième anniversaire de la sortie de Nevermind. En 2015 pour une compilation similaire intitulée Whatever Nevermind  publiée par le label Robotic Empire le titre est repris par le groupe Thou.

## Personnel
- Kurt Cobain - guitare, chant
- Krist Novoselic - basse
- Dave Grohl - batterie